# Bāz Qand
Bāz Qand (persiska: باز قند) är en ort i Iran.   Den ligger i provinsen Khorasan, i den nordöstra delen av landet, 600 km öster om huvudstaden Teheran. Bāz Qand ligger 1 537 meter över havet och antalet invånare är 188.
Terrängen runt Bāz Qand är kuperad. Runt Bāz Qand är det ganska glesbefolkat, med 29 invånare per kvadratkilometer. Närmaste större samhälle är Kaskan, 19,0 km sydväst om Bāz Qand. Trakten runt Bāz Qand består i huvudsak av gräsmarker.